# 印度—尼泊尔领土争端
印度與尼泊爾長期存在着領土爭端。在中、尼、印三國領土交匯處处有一塊名為卡拉帕尼（Kalapani）的爭議領土，面積約75平方公里，爭議區有三個村莊，它們是：Kuti（即Kuthi,位於30°19′01″N 80°46′01″E / 30.31694°N 80.76694°E）、Gunji（30°10′47″N 80°50′25″E / 30.17972°N 80.84028°E）和Knabe（即Nabi，位於30°12′18″N 80°50′13″E / 30.20500°N 80.83694°E）。該爭議區正位於中印實控線附近，它的戰略價值十分重要。1816年，在戰爭中惨敗的尼泊爾與英屬印度簽訂條約（蘇高里條約，Sugauli treaty），割讓領土，約定以馬哈卡利河（Maha Kali river，印度境内稱Sarda河）為兩國邊界綫的一段。但馬哈卡利河的源頭究竟是哪條河流，該條約中並沒有交代清楚，尼印兩國對此也有不同看法。尼泊爾認為Limpiyadhura是正源，而印度堅稱里普列克山口（Lipu Lekh pass）才是河流的源頭，卡拉帕尼的領土爭端由此產生。尼泊爾邊境問題專家潘特稱，1962年，印度在與中國的邊境戰爭中失敗，在撤退過程中，印軍忽然意識到卡拉帕尼的戰略價值，於是突然出兵佔領了這塊地方，以作為针對中國的戰略緩衝地帶。
尼印雙方另一塊爭議領土名為蘇斯塔（Susta），面積約140平方公里，位於尼泊爾南部邊境。當初根據條約，英屬印度與尼泊爾的邊境綫中，有一段庶甘達基河，但甘達奇河在後來的歲月中改道，而蘇斯塔這塊領土也因此被印度視為自己的國土，並出兵加以佔領。儘管尼泊爾一直以來對此表示不滿，但印度方面始终宣稱“甘達基河現在的走向才是決定性因素”，並要求尼泊爾方面放棄對蘇斯塔的主權要求。為此，不斷有大批尼泊爾學生聚集到印度大使館前，抗議印方侵佔尼泊爾領土。尼泊爾官員塔帕聲稱，“我們的北部邊界沒有問題（指同中國）”，為了防止國內反華活動，他又稱，“我們需要關注的是南部邊境的問題（與印度）”。
2020年5月起，尼泊爾首都加德滿都便爆發了大規模的反對印度在里普列克山口修路的遊行示威，眾多示威者前往印度大使館抗議。
2020年6月12日，尼泊爾邊防武警擊斃了一名印度西塔马尔希市的居民，並擊傷另外2名印度人，引起了印度方面的不滿。隨即在6月13日尼泊尔议会通过宪法修正案，将位於中印邊境的里普列克山口等尼印争议地区划为尼泊尔的明确领土，並在印度-尼泊尔边境的15个边防哨所部署武装警察部队。這一系列的舉動引发印度的愤怒回應，而尼泊爾在里普列克山口的行動則很明顯地更符合中國在附近地區的利益，尼泊爾此舉被印度認為是受到了中國的影響。但截止2020年6月17日，尼泊爾與印度尚未爆發武裝衝突。